# Potitus Valerius Messalla
Potitus Valerius Messalla auch Marcus Valerius Messalla Potitus war ein römischer Senator der augusteischen Zeit.

## Herkunft und Pränomen
Messalla entstammte der altrömischen gens Valeria, einer der bedeutendsten und einflussreichsten Patrizierfamilien des antiken Roms. Er war Sohn des Konsuls von 53 v. Chr., Marcus Valerius Messalla Rufus. Zweifel bestehen hinsichtlich seines Pränomens, da er meist nur Messalla Potitus oder Potitus Messalla genannt wird. Die frühere Forschung nahm an, dass sein Pränomen Marcus gelautet habe wie bei seinem Vater und Großvater und er ein zusätzliches Cognomen geführt habe, wie dies zu dieser Zeit drei weitere Konsulare aus dem Zweig der Messallae taten, die alle Marcus hießen: sein Vater, Marcus Valerius Messalla Niger (Konsul 61 v. Chr.) und dessen Sohn Marcus Valerius Messalla Corvinus (Konsul 31 v. Chr.). Potitus kam früher bei den Valeriern als Cognomen vor; der vollständige Name sei demnach Marcus Valerius Messalla Potitus gewesen. Die neuere Literatur sieht Potitus dagegen als Vornamen, wie dies die fragmentarisch erhaltene Grabinschrift und weitere Inschriften zeigen. Nun aber zeigt eine griechische Inschrift einer jüngst in Kos gefundenen Basis seiner Ehrenstatue, dass das Pränomen Marcus doch das Richtige ist.

## Politische Laufbahn
Potitus Valerius Messalla wurde zu einem unbekannten Zeitpunkt vor 31 v. Chr. in das Priesterkollegium der Quindecimviri sacris faciundis berufen. Er wurde Quästor und praetor urbanus im Jahr 32 v. Chr. und im Jahre 29 v. Chr. im 5. Konsulat des Octavian, des späteren Augustus, Suffektkonsul ab dem 1. Juli dieses Jahres, nachdem der zweite ordentliche Konsul Sextus Appuleius zurückgetreten war. Inschriftlich ist sein Konsulat durch die 1928 gefundenen fasti magistrorum vici belegt. Als Konsul brachte er Ende August 29 v. Chr. im Namen des Senats und des Volkes von Rom für die glückliche Heimkehr Octavians ein Dankopfer dar. Danach wurde er in einem nicht genau bekannten Jahr (vielleicht Ende des 3./Anfang des 2. Jahrzehnts v. Chr.) Prokonsul der Provinz Asia und übte dieses Amt zwei Jahre aus. Nach seiner Grabinschrift war er auch Legat einer anderen Provinz, möglicherweise Syria. Sein Todesjahr ist nicht überliefert, doch lebte er bei den Säkularspielen im Jahre 17 v. Chr. noch, da er in den amtlichen Akten der Spiele erwähnt wird.
Messallas Söhne waren Lucius Valerius Messalla Volesus, Konsul im Jahr 5 n. Chr. und Manius Valerius Messal(l)a Potitus, der, wohl unter seinem Vater, Quästor in der Provinz Asia war.